# 1927 في الجزائر
الأحداث من عام  1927 في الجزائر.

## المواليد
- 25 أبريل – أحمد بن الشريف الشهير باسم العقيد بن الشريف – مؤسس جهاز الدرك الوطني من الاستقلال إلى غاية سنة 1977 وأيضا مجاهد وعضو المجلس الوطني للثورة الجزائرية ووزير جزائري سابق.
- 13 يوليو – ديدوش مراد الملقب بـ سي عبد القادر – عضو مجلس الثورة التحريرية الجزائرية ومسؤول المنطقة الثانية (شمال قسنطينة)،